# Торе Спецкија Руђери (Лече)
Торе Спецкија Руђери (итал. Torre Specchia Ruggeri) је насеље у Италији у округу Лече, региону Апулија.
Према процени из 2011. у насељу је живело 10 становника. Насеље се налази на надморској висини од 7 м.